# 紐約 (雜誌)
《紐約》（英語：New York）是一本美國雙週雜誌，其內容主要關於紐約市的生活、文化、政治和風格。該雜誌由米爾頓·格拉澤和克萊·費爾克於1968年創立，並作為《紐約客》的競爭對手；但和《紐約客》相比，它更加地直接、麻辣，並將自己定位為新新聞主義的搖籃。隨著時間的推移，《紐約》變得越來越國家化，包括湯姆·沃爾夫、吉米·布雷斯林、諾拉·艾芙倫、約翰·海勒曼、法蘭克·瑞奇和蕾貝卡·特萊斯特等作家都在此發表了許多值得關注的文章。

## 外部連結
- 官方網站
- 40週年紀念
- 《紐約》在Google圖書檔案 （页面存档备份，存于）